# Stephanie Cook
Stephanie Cook, née le 7 février 1972, est une pentathlonienne britannique.

## Palmarès
| Discipline/Année                         | 1998 | 1999 | 2000 | 2001 |
| ---------------------------------------- | ---- | ---- | ---- | ---- |
| Jeux olympiques Individuel               | -    | -    | 1e   | -    |
| Championnats du monde seniors Individuel | -    | -    | -    | 1e   |
| Championnats du monde seniors Équipe     | 2e   | 2e   | 2e   | 1e   |
| Championnats du monde seniors Relais     | 3e   | 1e   | 2e   | 1e   |
| Championnats d'Europe seniors Individuel | -    | -    | 2e   | 1e   |
| Championnats d'Europe seniors Équipe     | -    | 2e   | 2e   | 1e   |
| Championnats d'Europe seniors Relais     | -    | -    | 1e   | 3e   |
| Championnats britanniques Individuel     | -    | -    | -    | -    |

Ce palmarès n'est pas complet